# 鳥喙七
杜鵑座ε，又名CP-66 3819，HD 224686、SAO 255619、HR 9076，是杜鵑座的一颗恒星，视星等为4.5，位于銀經311.3，銀緯-50.71，其B1900.0坐标为赤經23h 54m 43.3s，赤緯-66° -50.71′ 0″。